# Denni Strich
Denni Strich  (* 29. August 1966 in Worms) ist ein ehemaliger deutscher Fußballspieler und heutiger Fußballfunktionär. Zwischen 2006 und 2019 arbeitete der studierte Diplomkaufmann als Direktor Marketing für den Deutschen Fußball-Bund (DFB). Außerdem führte er als Geschäftsführer die DFB Wirtschaftsdienste GmbH. Im Januar 2018 wurde er einer von zwei Geschäftsführern der neu gegründeten DFB GmbH. Am 16. September 2019 verließ Strich auf eigenen Wunsch den Verband. Am 1. Februar 2020 wechselte Strich zum Fußball-Bundesligisten TSG Hoffenheim. Bis zum 30. Juni 2020 bekleidete er dort die Stelle des Direktora Sales&Marketing. Von Juli 2020 bis Oktober 2024 war er in der Geschäftsführung der TSG 1899 Hoffenheim Fußball-Spielbetriebs GmbH tätig.

## Laufbahn
Strich spielte in der Jugend zunächst beim TuS Worms-Hochheim, danach bei Wormatia Worms und wechselte dann in der B-Jugend zum 1. FC Kaiserslautern. In der Saison 1985/86 rückte er in den Profikader auf, kam jedoch nicht zum Einsatz. 1986 wechselte er zu Union Solingen in die 2. Bundesliga. Am 6. Dezember 1986 gab er sein Profidebüt, als er bei der 0:1-Heimniederlage gegen den VfL Osnabrück in der 72. Minute für Uwe Ronge eingewechselt wurde. Nachdem er zu Beginn der folgenden Saison in den ersten elf Spielen für Solingen aufgelaufen war, wechselte er zum 1. Oktober 1987 zum Ligakonkurrenten Rot-Weiß Oberhausen, wo er noch 23 Saisonspiele bestritt. 
Nach Saisonende wechselte Strich zum FC 08 Homburg, wo er 26 Zweitligaspiele bestritt. Der Verein stieg wieder in die Bundesliga auf, Strich ging jedoch zunächst zum 1. FC Pforzheim und danach zum VfR Bürstadt in die Oberliga Hessen. Von 1991 bis 1993 spielte er für den Ligakonkurrenten SG Egelsbach. In der Spielzeit 1994/95 trat er in der Oberliga Südwest für die TSG Pfeddersheim an und wechselte anschließend für die Saison in die Regionalliga Süd zum SV Darmstadt 98.  
Größter Erfolge in der Laufbahn Strichs, der insgesamt 78 Zweitligapartien absolvierte und dabei ein Tor erzielte, war der 2:0-Finalsieg gegen die Sowjetunion bei der U-16-Fußball-Europameisterschaft 1984. 1987 nahm Strich zudem mit der Bundeswehr-Nationalmannschaft an der Militär-Weltmeisterschaft in Italien teil und belegte den zweiten Rang.
Nach seinem Studium der Betriebswirtschaftslehre an der Universität Mainz war Strich zunächst als Diplomkaufmann von 1995 bis 1998 bei der Firma Henkel in Düsseldorf tätig. Danach war der Sohn des ehemaligen Bundesliga-Torhüters Horst-Dieter Strich (1. FC Kaiserslautern, 1. FC Nürnberg) Marketing-Direktor des Deutschen Fußball-Bundes (DFB). 
Am 16. September 2019 verließ Strich den DFB um zum 1. Februar 2020 die neu geschaffene Stelle eines Sales- und Marketingdirektors bei der TSG 1899 Hoffenheim anzutreten. Strich rückte am 1. Juli 2020 in der Geschäftsführung der TSG 1899 Hoffenheim Fußball-Spielbetriebs GmbH auf und war dort für Sales, Marketing und Kommunikation verantwortlich. Zum 31. Oktober 2024 löste Strich seinen Vertrag beim Bundesligisten auf.

## Erfolge
- U-16-Europameister: 1984